# Maritime (musikgrupp)
Maritime är ett amerikanskt indierockband från Milwaukee, Wisconsin

## Historik
Bandet bildades 2003 av tidigare medlemmar från The Promise Ring och The Dismemberment Plan. Efter upplösningen av de två grupperna förenade sig sångaren och gitarristen Davey von Bohlen, trummisen Dan Didier och basisten Eric Axelson och bildade ett band med namnet In English.
Gruppen skrev snart avtal med den oberoende etiketten ANTI-Records, och spelade in ett album, men ANTI- gav aldrig ut skivan. Bandet bytte namn till nuvarande Maritime och skrev på för DeSoto Records. Gruppen åkte nu på turné och släppte på sin egen etikett Foreign Leisure sin första EP vid namn Adios.
Den 1 april 2004 släppte Maritime sitt första album Glass Floor på DeSoto Records.
Den 6 februari 2006 meddelade basisten Eric Axelson att han lämnar bandet. Han ersattes av Justin Klug.
Andra albumet, We, the Vehicles släpptes den 18 april 2006 på Flameshovel Records. Album nummer tre följde den 16 oktober 2007, Heresy and the Hotel Choir, släppt i USA på Flameshovel Records. I Europa släpptes albumet, liksom de två tidigare, på Grand Hotel van Cleef. Guns of Navarone var första singeln från det nya albumet.
Den 8 april 2011 kom det fjärde albumet Human Hearts, släppt på Dangerbird Records.

## Medlemmar
Nuvarande medlemmar
- Dan Didier – trummor (2003-idag)
- Davey von Bohlen – sång, gitarr (2003-idag)
- Justin Klug – basgitarr (2006-idag)
- Dan Hinz – gitarr (2003-idag)

Tidigare medlemmar
- Eric Axelson – basgitarr (2003-2006)

## Diskografi
Studioalbum
- Glass Floor (2004)
- We, the Vehicles (2006)
- Heresy and the Hotel Choir (2007)
- Human Hearts (2011)

EP
- Adios (2003)
- Daytrotter Session (2006)
- Daytrotter Session (2007)
- Daytrotter Session (2011)

Singlar
- Three Songs (2005)